# Garelli 303 R 125
Der Garelli 303 R 125, andere Verkaufsbezeichnung Garelli Hussar 125 ist ein Motorroller des italienischen Herstellers Garelli, den TGB ("Taiwan Golden Bee") in Taiwan herstellte. Er wurde zwischen 1999 und 2001 produziert und über das italienische Werk von Garelli vertrieben. Der Roller hat einen 125-cm³-Einzylinder-Viertaktmotor und ein automatisches CVT-Getriebe. Er ist nahezu baugleich mit dem TGB 303R 125, der von TGB in Eigenregie vertrieben wurde.

## Technik
| Merkmal        | Wert                                      |
| -------------- | ----------------------------------------- |
| Motor          | Einzylinder-Viertakt, flüssigkeitsgekühlt |
| Hubraum        | 125 cm³                                   |
| Leistung       | 8 kW (10,9 PS) bei 9000/min               |
| Drehmoment     | 8,8 Nm bei 6500/min                       |
| Getriebe       | Automatik (CVT)                           |
| Bremse vorne   | Scheibenbremse                            |
| Bremse hinten  | Trommelbremse                             |
| Reifen vorne   | 120/70 R12                                |
| Reifen hinten  | 110/90 R12                                |
| Leergewicht    | 115 kg                                    |
| Kraftstofftank | 12 Liter                                  |